# Rhinoclemmys pulcherrima
Rhinoclemmys pulcherrima (żółw leśny malowany, żółw leśny ozdobny) – gatunek żółwia z rodziny batagurowatych (Geoemydidae).

## Nazewnictwo
Potoczna nazwa polska „żółw leśny malowany” pochodzi od angielskiego painted wood turtle, inna spotykana nazwa to „żółw leśny ozdobny”. Nazwy te są niepoprawne, gdyż są trójczłonowe, dlatego zalecane jest stosowanie binominalnej nazwy Rhinoclemmys pulcherrima.

## Podgatunki
Wyróżnia się 4 podgatunki:
- Rhinoclemmys pulcherrima manni (Dunn, 1930)
- Rhinoclemmys pulcherrima incisa (Bocourt, 1868)
- Rhinoclemmys pulcherrima pulcherrima (J.E. Gray, 1855)
- Rhinoclemmys pulcherrima rogerbarbouri (Ernst, 1978)

## Zasięg występowania
Występuje w Ameryce Północnej – od zachodniego i południowego Meksyku aż po Kostarykę.

## Charakterystyka

### Opis
Jest bardzo ciekawo ubarwionym żółwiem. Na ciele posiada rozmaite wzorki. Karapaks żółto-pomarańczowy. Jak nazwa wskazuje, żółw ten preferuje gęsto porośnięte lasy, zawsze w okolicach wody.

### Rozmiary
Samiec mniejszy, 16–22 cm, masa ciała 400–500 g. Samice 18–25 cm, ok. 1 kg.

### Dieta
Są wszystkożerne, głównie owoce, liście i robaki.

## Hodowla
Terrarium dla dorosłej pary powinno mieć wymiary 100x50x50 cm. Polecany dla średnio zaawansowanych terrarystów. Zwykle najbardziej aktywny rano i po południu. W najgorętszej porze dnia i w nocy śpi zwykle zagrzebany pod grubą warstwą podłoża. Wilgotność powinna wynosić od 80 do 90%.

## Rozmnażanie
Żółwie te nie należą do trudnych w rozrodzie. Najbardziej aktywne seksualnie są od listopada do stycznia, lecz gody mogą odbywać się przez cały rok. Kopulacja zwykle zachodzi w wodzie. Inkubacja trwa 105 do 120 dni.

## Ochrona
Gatunek ten od 2023 roku jest objęty załącznikiem II konwencji waszyngtońskiej (CITES) i aneksem B UE.